# The Slider
The Slider este al șaptelea album de studio al trupei engleze de glam rock T. Rex, lansat pe 21 iulie 1972. Produs de Tony Visconti a fost al doilea album în care trupa a abordat glam rock-ul, spre deosebire de primele cinci albume orientate mai mult spre folk.

## Tracklist
1. "Metal Guru" (2:25)
2. "Mystic Lady" (3:09)
3. "Rock On" (3:26)
4. "The Slider" (3:22)
5. "Baby Boomerang" (2:17)
6. "Spaceball Ricochet" (3:37)
7. "Buick Mackane" (3:31)
8. "Telegram Sam" (3:42)
9. "Rabbit Fighter" (3:55)
10. "Baby Strange" (3:03)
11. "Ballrooms of Mars" (4:09)
12. "Chariot Choogle" (2:45)
13. "Main Man" (4:14)

- Toate cântecele au fost scrise și compuse de Marc Bolan.

## Single-uri
- "Telegram Sam" (1972)
- "Metal Guru" (1972)

## Componență
- Marc Bolan - chitară, compozitor, voce
- Steve Currie - chitară bas
- Mickey Finn - percuție, conga, voce
- Bill Legend - tobe